# Mošeja Kazba, Marakeš
Mošeja Kasbah (arabsko مسجد القصبة), znana tudi kot mošeja Mulaj al-Jazid je zgodovinska mošeja v Marakešu v Maroku. Prvotno jo je zgradil almohadski vladar Jakub al-Mansur v letih 1185–1190 n. Stoji v okrožju Kazba, nekdanji mestni citadeli, blizu kraja njegovih zgodovinskih kraljevih palač. Skupaj z mošejo Kutubija je ena najpomembnejših zgodovinskih mošej v Marakešu.

## Zgodovina
Gradnja mošeje se je verjetno začela okoli leta 1185 in končala do leta 1190 (n. št.), na vrhuncu Almohadskega kalifata. Dal jo je zgraditi almohadski kalif Jakub al-Mansur (vladal 1184–1199) kot del novoustanovljenega vladnega okrožja kazba (citadela), ki naj bi bilo rezidenca almohadskega kalifa in sedež vlade. Temu je sledila dolga tradicija vladarjev v islamskem svetu (in širše), ki so gradili mesta palače ali ločena kraljeva okrožja. Mošeja Kazba je bila zgrajena kot kongregacijska mošeja za kalifa in za to kraljevo okrožje, kjer bi se vladar udeležil molitev.
Celo po al-Mansurju in po razpadu Almohadskega kalifata je bila mošeja Kazba zelo cenjena med splošnim prebivalstvom in poznejšimi vladarji in je celo tekmovala z mošejo Kutubija za prestiž. Že v marinidski dobi so vladarje in pomembne osebnosti začeli pokopavati na pokopališču tik južno od mošeje, ki je sčasoma postalo kraj kraljeve nekropole Saadijske rodbine, znane kot Saadijske grobnice.
V poznem 16. stoletju je mošejo močno poškodovala ogromna eksplozija v bližnjem skladišču smodnika. Natančen datum dogodka ni gotov, pri čemer je najzgodnejša ocena 1562, medtem ko bi se najkasneje lahko zgodil v letih 1573–1574. Kakor koli že, saadijski sultan Mulaj Abd Alah al-Ghalib (vladal 1557–1574) se je po eksploziji lotil obsežnih popravil in obnov, pri čemer je bil verjetno najbolj poškodovan južni del mošeje. Znanstveniki tradicionalno domnevajo, da so popravila in rekonstrukcije iz tega obdobja ohranila prvotno almohadsko zasnovo, čeprav je danes vidna štukatura v notranjosti mošeje najverjetneje povsem saadijska in je nadomestila dekoracijo, ki bi obstajala prej. Novejša študija, ki jo je izvedel Íñigo Almela Legorburu trdi, da je saadijska rekonstrukcija verjetno uvedla nekaj pomembnih sprememb v notranji konfiguraciji mošeje, kar je povzročilo njeno sedanjo postavitev. Tudi po teh popravilih so ostale dolge razpoke na minaretu vidne vse do 20. stoletja.
Kasneje se je alavijski sultan Sidi Mohamed Ibn Abd Alah (vladal 1757–1790) v drugi polovici 18. stoletja lotil še enega kroga obsežnih obnov. Iz tega časa je lesena kupola ob osrednjem vhodu v molilnico z dvorišča, pa tudi drugi elementi. Kljub temu se še vedno zdi, da so ti poznejši sultani zvesto ohranili obliko prvotne mošeje, kar je lahko pokazatelj cenjenosti, ki jo je imela.
16. avgusta 1907, nekaj dni po francoskem bombardiranju Casablance in invaziji na ravnice Šavija, se je skupina, ki jo je vodil Madani El Glavi, zbrala v mošeji, da bi obljubila zvestobo Abdelhafidu kot svojemu sultanu nad njegovim bratom Abdelazizom v Hafidiji.
Danes je mošeja še vedno v uporabi za molitve in nemuslimanom je prepovedano vstopiti vanjo (kot pri drugih mošejah v Maroku).

## Lokacija in urbano okolje
Mošeja je v starem okrožju Kazba v Marakešu in nedaleč od palače El Badi in od sedanje kraljeve palače, ki jo še danes uporablja maroški kralj. Na vzhodni strani ga obdaja trg Place Mulaj el Jazid. Na njegovi južni strani so Saadijske grobnice, ozka nekropola z okrašenimi mavzoleji, v katerih so bile grobnice rodbine Saadijcev. Mošeja je tudi blizu mestnega obzidja in vrat Bab Agnou, zgodovinskih glavnih vrat v kazbo.

## Arhitektura

### Zunanjost

#### Zunanje stene in fasade
Zunanjost mošeje je impozantna, z visokimi stenami, ki jih na vrhu krasijo cine nad vrsto konzol. Ob obzidju so veliki koničasti podkvasti loki, od katerih so mnogi zdaj zazidani, nekateri pa uokvirjajo vrata mošeje. Nekateri loki na jugozahodni strani mošeje nudijo prostor za trgovine.

#### Minaret
Minaret, tako kot bolj znani minaret Kutubija in drugi minareti v Magrebu, ima kvadratno osnovo (8,8 metra na stranico) in je navpično razdeljen na dva dela: glavno telo in veliko manjšo lanterno (skoraj 4 metre na stran) na vrhu. Kljub temu se okras tega minareta razlikuje od tistega iz Koutoubiji in je postal prototip za mnoge kasnejše minarete, zgrajene v Magrebu in Al Andaluzu.
Glavni del minareta ima navadne stene iz lomljenega kamna do višine strehe mošeje, na tej točki je preostali del minareta zidan in se začne dekoracija. Od tu naprej so na vsaki od skoraj enakih štirih strani trije ozki podkvasti loki zaključeni z večjimi mnogočlenimi loki (pomeni, da je sestavljen iz več manjših polkrogov). Vmes med temi loki so tanki vpeti stebri, ki so bili nekoč vsi prekriti z barvno fajanso (keramiko), ki je ostala na nekaterih od njih. Ta sklop elementov se nato zlije v veliko večje okrasne dele nad njimi. Te fasade imajo širok prepleten vzorec sebka (običajni magrebski motiv, ki je približno podoben palmetam ali fleur-de-lys), izklesan iz opeke in zapolnjen z zeleno fajanso. Čeprav je dekoracija štirih stranic minareta skoraj enaka, obstajajo majhne razlike med severno in južno fasado na eni strani ter vzhodno in zahodno fasado na drugi strani, pri čemer se podrobnosti o oblikah vzorca sebke in mnogočlenih lokov na spodnji fasadi nekoliko razlikujejo. Ta vrsta menjave se je ponovila v drugih sočasnih in poznejših minaretih (npr. Hasanov stolp v Rabatu ali mošeja Črablijine v Fesu).(str.242–246)
Proti vrhu se velik friz iz zelenih in belih geometrijskih mozaičnih ploščic ovija okoli minareta, preden se konča s krono cin. Med tem mozaičnim frizom in cinami je trenutno prazen vodoravni pas, ki ga je nekoč zapolnjeval arabski napis v ploščicah cuerda seca s temnimi (morda vijoličnimi) črkami na belem ozadju. Napis je bil v izraziti kufski pisavi in je vključeval prvo suro Korana, Al-Fatiha. Ta friz se ni ohranil, vendar so bili najdeni njegovi fragmenti, ostale mozaike iz ploščic na minaretu pa je bilo treba v zadnjem času restavrirati. Fragmenti, ki so bili ohranjeni (v zbirki, ki jo hranijo v bližnji palači El Badi), predstavljajo najzgodnejši ohranjeni primer polaganja ploščic cuerda seca (tehnika, ki izvira iz Al Andaluza), ki se uporablja v arhitekturnem kontekstu.:329–333
Nad tem glavnim delom minareta je kratka lanterna ali sekundarna gred na vrhu s podobnim okrasjem. Na vrhu je siala (džamur) s tremi bakrenimi kroglami. Nekoč splošno razširjeno prepričanje je trdilo, da so dejansko narejeni iz čistega zlata; legenda, ki izvira iz te mošeje, vendar se je pozneje povezala z minaretom Kutubija.

### Notranjost

#### Dvorišča
Mošeja je v tlorisu približno kvadratna. Tloris mošeje je značilen po tem, da prevladuje velikost njenega dvorišča in da je dvorišče razdeljeno na pet delov: veliko osrednje pravokotno dvorišče in štiri manjša pravokotna dvorišča na njegovih vogalih. Štiri manjša dvorišča so postavljena v dveh simetričnih parih okoli glavnega dvorišča: dve na zahodni strani, dve na vzhodni in ločeni od glavnega dvorišča z arkado lokov. Velik prostor brez strehe, ki ga tvori teh pet dvorišč, je obdan z notranjo molilnico na eni strani (na jugu) in s pokrito galerijo, ki poteka vzdolž ostalih treh strani. Prostor med vsakim parom pomožnih dvorišč zavzema tudi ozka pokrita ladja – v bistvu projekcije okoliške galerije. Na glavnem dvorišču sta dva vodnjaka: eden v središču in večji bližje severnemu vhodu. Dve sekundarni dvorišči, ki sta najbližje molilnici, imata vsako svoj osrednji vodnjak. Kot v drugih mošejah tudi te fontane služijo za umivanje pred molitvijo.
Nedavna študija Íñiga Almele Legorburuja je domnevala, da je sedanja konfiguracija mošeje s petimi dvorišči rezultat popravil v saadijskem obdobju v 16. stoletju. Avtor predlaga, da bi prvotna almohadska mošeja namesto tega imela tri ločena pravokotna dvorišča v konfiguraciji, podobni tistemu nedokončane almohadske Velike mošeje v Rabatu (na mestu današnjega stolpa Hasan). Po tej hipotezi bi od štirih manjših dvorišč, ki stojijo danes, obstajali le dve južni v prvotni almohadski zasnovi, medtem ko bi obstajal le severni del velikega osrednjega dvorišča, kar bi ustrezalo položajem treh velikih dvoriščnih fontan danes. Dvorišča bi bila izolirana drugo od drugega, preostali del mošeje pa bi bil pokrit. Razširitev osrednjega dvorišča in dodajanje dveh manjših dvorišč na severu bi bila posledica saadijske preference do velikega kvadratnega dvorišča v mošejah in želje po doseganju več simetrije v končni postavitvi obnovljene mošeje.

#### Molitvena dvorana
Sama molitvena dvorana je na južni strani dvorišča in je hipostilni prostor z vrstami lokov, ki potekajo pravokotno na južno steno mošeje (od dvorišča najbolj oddaljena stena) in tvorijo tri hodnike, ki potekajo vzporedno s steno. Južna stena predstavlja kiblo (smer molitve), prehod, ki je najbližji njej, pa je ločen od drugih z drugo vrsto lokov, ki potekajo vzporedno s steno kible.
Ta tloris je nenavaden v primerjavi s klasično postavitvijo mošej v zahodnem islamskem svetu (tj. Magreb in Al Andaluz), ki je običajno sestavljena iz enega velikega dvorišča in na splošno večje sosednje molitvene dvorane (kot na primer pri vplivni Veliki mošeji v Cordobi in prototipni mošeji Almohadov v Tinmalu). Kljub temu ima mošeja še vedno veliko podobnosti z drugimi almohadskimi ali srednjeveškimi mošejami v regiji, saj je bila njena gradnja bolj ali manj sodobna z mošejo Kutubija v Marakešu, stolpom Hasan v Rabatu in mošejo Almohadov v Sevilji (nadomestila jo je stolnica, vendar je ohranila elemente, kot je njen minaret, Giralda). Na primer, čeprav so razmerja molitvene dvorane precej zmanjšana, sta osrednji prehod, ki vodi od dvorišča do mihraba v steni kible, in prehod, ki poteka vzdolž stene kible, arhitekturno poudarjeni v svoji širini in okrasju, kar je standardna značilnost klasičnih maroških in andaluzijskih mošej, ki se včasih imenujejo T-tloris ali T-tip (ker dva hodnika skupaj tvorita v obliki črke T v tlorisu).

#### Dekoracija notranjosti
Kot večina almohadskih mošej je mošeja razmeroma stroga in velik del njenega estetskega učinka v notranjosti je dosežen z ritmičnim ponavljanjem lokov na dvorišču in molilnici. Sami loki se nekoliko razlikujejo po obliki in videzu. Večina je podkvastih lokov, pri čemer so mnogi od njih nekoliko okrašeni z izrezljanimi obrisi koničastih ali mnogoločnih lokov okoli njih. Nekateri loki (na primer okoli mihraba) so bolj dodelani večločni in lambrequin (v obliki muqarnas) loki, ki jih običajno najdemo v mavrski arhitekturi. Nekateri stebri lokov imajo tudi majhne vpete stebre z okrašenimi kapiteli iz almohadskega in saadijskega obdobja. Poleg tega je v zunanjih ladjah mošeje (vključno z galerijami okoli dvorišča) stenski prostor okoli lokov označen s pasovi in črtami štukature, izklesanimi z geometrijskimi in arabesknimi vzorci, zelo podobnimi tistim, ki jih najdemo v mošeji Mouassine in mošeji Bab Doukala iz saadijskega obdobja.

#### Območje mihraba
Najbolj okrašeno območje je tisto okoli mihraba (niša v steni kible, ki simbolizira smer molitve). Ta del, ki je bil ponovno zgrajen/obnovljen v poznem 16. stoletju (saadijsko obdobje), verjetno še vedno ohranja model in postavitev iz obdobja Almohadov in je podoben mihrabu pomembnih mošej Almohadov, kot je tista v Tin Malu. Vendar pa je dekoracija štukature, ki prekriva steno okoli mihraba, zelo podobna dekoraciji mihrabov saadijskih stavb, kot sta Ben Jusufova medresa in mošeja Bab Doukala, in tako verjetno izhaja iz saadijske obnove. Ta dekoracija vključuje dovršene arabeske v visokem reliefu, s storži in školjkami, ki so predstavljene v dekorativnem repertoarju. Izrazit napis v kufski arabščini prikazuje basmalo in odlomek iz koranske sure An-Nur. Pod nivojem štukaturnega okrasja je v mihrabsko območje vključenih dvanajst vpetih stebrov iz jaspisa in marmorja z izrezljanimi kapiteli, vključno s štirimi v stranicah mihrabske odprtine. Šest kapitelov na vrhu stebrov, ki so najbolj oddaljeni od mihrabskega loka, je izdelanih iz štukature ali kamna in so bili izklesani v obdobju Almohadov. Šest kapitelov znotraj ali najbližje mihrabu je izklesanih v belem marmorju in so spolije iz omajadskega obdobja Al Andaluza, ki so jih najverjetneje prinesli sem med gradnjo Almohadov. Na obeh straneh mihraba je dvoje vrat, ki omogočajo dostop do majhnih prostorov, od katerih je bil eden uporabljen za shranjevanje lesenega minbarja (slovesne prižnice).
Nad in tik pred mihrabom je velika kvadratna kupola, napolnjena s fino izrezljanih in poslikanih muqarnas (kapnikov ali satju podobna geometrična skulptura). Podobne kupole stojijo nad obema koncema ladje kible (tj. na jugozahodnem in jugovzhodnem vogalu stavbe). Znotraj same mihrabske niše je še ena majhna kupola z muqarnas. Leseni stropi drugod po mošeji so v slogu artesonado, značilnem za maroško in mavrsko arhitekturo. Te kupole in stropi skoraj zagotovo izvirajo iz post-almohadskih obnov.

#### Minbar
Podobno kot minbar v mošeji Kutubija, se je minbar mošeje Kazba prvotno pojavil izza vrat in se sam premaknil naprej s pomočjo neznanega mehanizma. Ta mehanizem je izginil ali pa ni več deloval do konca 16. stoletja. Sam minbar je še danes prisoten, je manjši, a po slogu zelo podoben slavnemu almoravidskemu minbaru mošeje Kutubija, ki je bil izdelan v začetku tega stoletja v Cordobi. Zelo verjetno ga je izdelal andaluzijski obrtnik ali pa maroški obrtniki, ki sledijo isti tradiciji, in ga je naročil Jakub al-Mansur, ki je verjetno želel posnemati zgodnejši almoravidski minbar.
Minbar je manjši od svojega slavnega predhodnika (v višino meri 2,87 metra, dolg 2,25 metra in širok 76 centimetrov, vendar kaže izjemno umetniško kakovost. Minbar je izdelan iz lesa (vključno z ebenovino in drugim dragim lesom), okrašen je z mešanico intarzije in intarziranega izrezljanega okrasja, tako kot njegov slavni predhodnik. Glavni okrasni vzorec vzdolž večjih površin na obeh straneh so osemkrake zvezde, iz katerih se nato prepletajo trakovi okrašenih s slonovino in kostjo in ponavljajo isti vzorec po preostali površini. Prostori med temi pasovi tvorijo druge geometrijske oblike, ki so napolnjene z lesenimi ploščami zapleteno izrezljanih arabesk.

## Kibla orientacija mošeje
Mošeja, tako kot druge almohadske in srednjeveške mošeje v zgodnjem zahodnem islamskem svetu, dejansko ni usmerjena proti 'pravi' kibli, ki se uporablja danes (tj. smer najkrajše razdalje do Kabe v Meki). Njena kibla je usmerjena proti jugu z azimutom (od pravega severa) 159 stopinj, medtem ko je prava kibla, ki jo vidimo v sodobnih mošejah, 91 stopinj (proti vzhodu). To je posledica zgodovinskih razprav o smeri kible v skrajnih zahodnih islamskih deželah, kot sta Maroko in Al Andaluz; zaradi tega se orientacija kible marakeških mošej razlikuje glede na zgodovinsko obdobje, v katerem so bile zgrajene.